# 203e division d'infanterie (Allemagne)
 (août 2014).
Si vous disposez d'ouvrages ou d'articles de référence ou si vous connaissez des sites web de qualité traitant du thème abordé ici, merci de compléter l'article en donnant les références utiles à sa vérifiabilité et en les liant à la section « Notes et références ».
Pour les articles homonymes, voir 203e division d'infanterie.
La 203e division d'infanterie (en allemand : 203. Infanterie-Division ou 203. ID) est une des divisions d'infanterie de l'armée allemande (Wehrmacht) durant la Seconde Guerre mondiale. Jusqu'au 21 octobre 1944, elle officiait en tant que division de sécurité (Sicherungs-Division) sous le nom de 203e division de sécurité (en allemand : 203. Sicherungs-Division) au sein des troupes de sécurité (Sicherungstruppen) de la Heer au sein de la Wehrmacht.

## Création
La 203e division de sécurité (203. Sicherungs-Division) est créée le 1er juin 1942.
La 203e division d'infanterie (203. Infanterie-Division) est transformée le 21 octobre 1944 dans la région de Łomża en Pologne à partir de la 203e division de sécurité.

## Historique
(août 2014).
La 203e division de sécurité (203. Sicherungs-Division) est formée le 1er juin 1942 à partir de la Sicherungs-Brigade 203.
Elle a principalement servi derrière les lignes de front, mais aussi participer à des actions en  première ligne comme à Kiev, par exemple.
La 203e division de sécurité est renommée 203e division d'infanterie (203. Infanterie-Division) le 21 octobre 1944.
La 203e division d'infanterie est détruite sur le Front de l'Est sur la Vistule en avril 1945.

## Organisation

### Commandants

#### 203edivisionde sécurité
| Date                            | Grade           | Commandant |
| ------------------------------- | --------------- | ---------- |
| 1er janvier 1943 - 19 août 1944 | Generalleutnant | Leo Pilz   |
| 19 août 1944 - 21 octobre 1944  | Generalleutnant | Max Horn   |

#### 203edivisiond'infanterie
| Date                                | Grade           | Commandant          |
| ----------------------------------- | --------------- | ------------------- |
| 21 octobre 1944 - 18 novembre 1944  | Generalleutnant | Max Horn            |
| 18 novembre 1944 - 26 décembre 1944 | Generalleutnant | Wilhelm Thomas (en) |
| 26 décembre 1944 - ? mars 1945      | Generalleutnant | Fritz Gädicke       |

### Officiers d'opérations (Generalstabsoffiziere (Ia))

#### 203edivisionde sécurité
| Date                      | Grade | Commandant       |
| ------------------------- | ----- | ---------------- |
| ?                         | Major | Weiß             |
| Avril 1944 - octobre 1944 | Major | Gerhard Mischner |

#### 203edivisiond'infanterie
| Date                          | Grade      | Commandant       |
| ----------------------------- | ---------- | ---------------- |
| Octobre 1944 - novembre 1944  | Major i.G. | Gerhard Mischner |
| 10 novembre 1944 - avril 1945 | Major i.G. | Kurt Pahl        |

## Théâtres d'opérations

### 203edivisionde sécurité
- Front de l'Est secteur Sud : janvier 1943 - mars 1943
- Front de l'Est secteur Centre : Mars 1943 - octobre 1944

### 203edivisiond'infanterie
- Front de l'Est secteur centre : octobre 1944 - mars 1945

## Ordre de bataille

### 203edivisionde sécurité
- Sicherungs-Regiment 608
- Sicherungs-Regiment 613
- Artillerie-Abteilung 507
- Ost-Kompanie 1./203
- Ost-Reiterschwadron 2./230
- Ost-Batterie 203 (après 1944)
- Nachrichten-Kompanie 203
- Pionier-Kompanie 203 (ab 1944)
- Versorgungseinheiten 203

### 203edivisiond'infanterie
- Grenadier-Regiment 608
- Grenadier-Regiment 613
- Grenadier-Regiment 930
- Füsilier-Bataillon 203
- Panzerjäger-Kompanie 203
- Artillerie-Regiment 203
  - I. Abteilung
  - II. Abteilung
  - III. Abteilung
  - IV. Abteilung
- Pionier-Bataillon 203
- Feldersatz-Bataillon 203
- Divisions-Nachrichten-Abteilung 203
- Versorgungs-Einheiten 203

## Décorations
Des membres de la 203e division de sécurité ont été récompensés à titre personnel pour leurs faits de guerre:
- Croix allemande en Or : 1